# Vegeta (przyprawa)

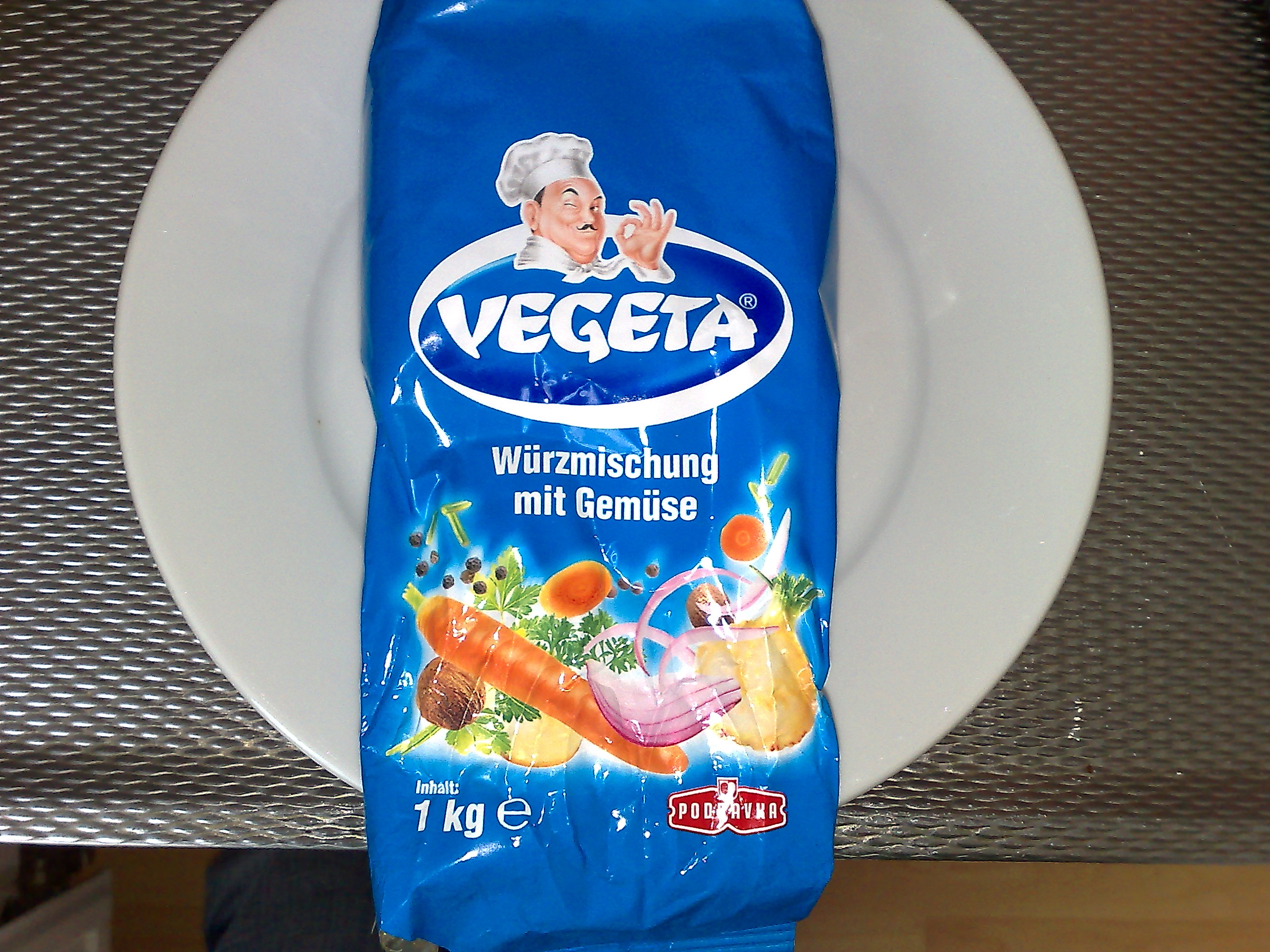
Opakowanie Vegety

Vegeta – mieszanka przypraw i warzyw produkowana przez firmę Podravka.
Składniki Vegety to m.in. sól, suszone warzywa (marchew, pasternak, cebula, seler, pietruszka), glutaminian sodu, cukier, skrobia kukurydziana, witamina B2.
Produkt powstał w laboratoriach Podravki w 1959 r. Szefową oddziału, która go wymyśliła, była Zlata Bartl. Najpierw wypuszczono go na rynek jugosłowiański, pod nazwą Vegeta 40. Produkt zdobył dużą popularność. W 1967 r. rozpoczęto eksport do ZSRR oraz na Węgry. Na polski rynek trafiła w latach 70. Według producenta Vegeta jest sprzedawana w ponad 40 krajach z całego świata. 